# Actinidia eriantha
Actinidia eriantha là một loài thực vật có hoa trong họ Dương đào. Loài này được Benth. mô tả khoa học đầu tiên năm 1861.